# حكومة عجمان
حكومة عجمان هي السلطة الوطنية التي تحكم إمارة عجمان، وهي إحدى الممالك السبع المكونة لـ الإمارات العربية المتحدة. يرأس حكومة عجمان حاكم عجمان، حالياً الشيخ حميد بن راشد النعيمي الثالث. يعين الحاكم أعضاء المجلس التنفيذي لعجمان، الذين يشرفون على مختلف أجهزة الإمارة. ليس لدى عجمان سلطة قضائية محلية، وبدلاً من ذلك تتبع نظام العدالة الفيدرالي في دولة الإمارات العربية المتحدة. تتمتع جميع الإمارات بخيار إنشاء أنظمة محاكم محلية وفقًا لدستور دولة الإمارات العربية المتحدة.

## المنظمة
إمارة عجمان هي ملكية مطلقة يرأسها حاكم عجمان.

### الإدارات والوكالات
- منطقة عجمان الحرة.[5]
- هيئة دعم الخدمات الأمنية
- جهاز الرقابة المالية
- مدينة عجمان الإعلامية الحرة
- مركز عجمان للإتصال
- دائرة الموارد البشرية
- دائرة الشؤون القانونية المركزية
- هيئة النقل
- القيادة العامة لشرطة عجمان
- دائرة البلدية والتخطيط
- غرفة عجمان
- المجلس التنفيذي
- دائرة الميناء والجمارك
- دائرة عجمان الرقمية
- دائرة المالية
- دائرة التنمية السياحية.[6]
- دائرة التنمية الاقتصادية.[7]
- دائرة الأراضي والتنظيم العقاري.[8]